# TVBS
TVBS(Television Broadcasts Satellite, 全名無線衛星電視台)는 중화민국의 케이블 텔레비전 방송국이다.
1993년 9월 28일에 시작되어, 과거 대만의 텔레비전 방송을 독점하던 「Old Third Channel」의 독점을 종식시켰다.

## 역사
TVBS는 1993년 9월 28일에 중화민국 최초의 케이블-위성 종합채널로 설립되었다. 2005년까지는 TVBI 유한 회사(TVBI Company Limited)산하의 TVB(홍콩)가 70%를, 年代集團(타이완)가 30% 지분을 소유하였으나, 2005년 초에 홍콩 TVB의 완전한 자회사가 되었다.
TVBS는 신베이시 린커우 구에 대형 미디어 센터를 건립할 계획은 2012년 10월 25일에 밝혔고, 완공 예정 년도는 2016년이다.

## TVBS의 채널
- TVBS (TVBS頻道) : 메인 채널, 1993년 9월 28일 개국.
- TVBS Entertainment Channel (TVBS歡樂台) : 오락 채널, 1994년 9월 12일 개국. 개국당시에는 TVBS-G라는 이름이었다.
- TVBS-NEWS (TVBS新聞台) : 뉴스 채널, 1995년 10월 2일에 타이완 최초의 24시간 뉴스 채널로 개국하였다.
- TVBS-Asia : TVBS의 해외 대상 채널, 1997년 6월 2일 개국.

## 주요 프로그램
- TVBS정오뉴스 (TVBS午間新聞) : 정오 뉴스 프로그램. 원래는 평일에도 방송되었으나 현재는 주말에만 방송된다. (2008년 5월 5일~2010년 5월 8일 동안에는 TVBS午間辛新聞이라 불렀다.)
- 포커스 글로벌 뉴스(Focus全球新聞) : 2013년 4월 8일부터 방송한 심야 메인 뉴스 방송으로, TVBS 이브닝 뉴스(TVBS晚間新聞)의 후속 프로그램이다.
- 지구황금록(地球黃金線) : 2011년 11월 19일부터 방송한 토크쇼 프로그램.
- TVBS간판인물 (TVBS看板人物) : 2010년 5월 2일부터 방송한 토크쇼 프로그램. 2011년 8월에 한국 연예인 최초로 김현중이 출연한 적이 있다.[2]
- 소강전정실(少康戰情室) : 2014년 3월 31일부터 방송한 정치 프로그램.

## 논란 및 사건

### 저우정바오 영상 사건
- 2007년 3월, TVBS의 한 기자가 조직원 저우정바오와 함께 위협 영상을 촬영한 혐의로 논란이 일었다. 관련 뉴스는 방영 당시 1.42의 높은 시청률을 기록했고, 그 이후 다른 방송국들도 관련 장면을 후속 방송하며, 사회 치안을 해친다는 비판을 받았다. 이에 따라 대만 각계에서 비난을 받았고, TVBS는 여러 차례 성명을 내어 시청자들에게 사과했다. 2007년 3월 28일 중앙통신에 따르면, 뉴스부가 촬영 과정을 조사한 결과, TVBS는 갱단의 위협 영상 방송이 난터우에서 온 것을 밝혔고 이 지역에 주둔하고 있던 기자 스젠캉(Shi Zhenkang)에 의해 촬영된 것을 발견했다. 이는 중앙 뉴스 센터의 특파원 장위쿤(張玉昆)이 이 사건을 보고하지 않아 보도국이 사전에 알지 못한 채 제작 및 여러 차례 방송하게 된 것이다. TVBS는 관련 직원을 징계했으며, 장위쿤(張里春)과 스젠캉(美滿康)은 해임되었다. TVBS는 뉴스의 잘못된 통제에 대해 대중들에게 사과하고, 추가 징계를 진행했다. 보도부 총국장 판쭤리(Pan Zuli)와 부총국장 쑨자루이(孫家義)는 각각 언론부에서 전보되어 사직을 요청받았고, 총책임자 리 타오(李濤)도 언론의 사회적 책임을 다하기 위해 사과하고 사퇴했다.[3]

## 같이 보기
- TVB